# 32º Stormo
32º Stormo “Armando Boetto” ist der Name des 32. Geschwaders der italienischen Luftwaffe. Das Geschwader ist auf dem Militärflugplatz Amendola bei Foggia (Apulien) stationiert und mit Drohnen und mit Kampfflugzeugen vom Typ Lockheed Martin F-35 ausgerüstet.

## Auftrag
Das Geschwader übernimmt mit seinen Drohnen Aufgaben in den Bereichen Aufklärung und Luftnahunterstützung. Es ist auch Ausbildungs- und Einsatzzentrum für die Drohnen der italienischen Luftstreitkräfte. Die F-35 in den Versionen A und B werden derzeit eingeführt und dienen daher vorwiegend der Ausbildung und der Herstellung der Einsatzbereitschaft in einer Mehrzweckrolle. Das Geschwader untersteht dem Luftflottenkommando in Rom, die operative Führung erfolgt entweder durch das Comando delle Operazioni Aeree – COA in Poggio Renatico bei Ferrara oder, bei Auslandseinsätzen, durch Einsatzführungskommandos oder durch Kommandeure vor Ort.

## Organisation

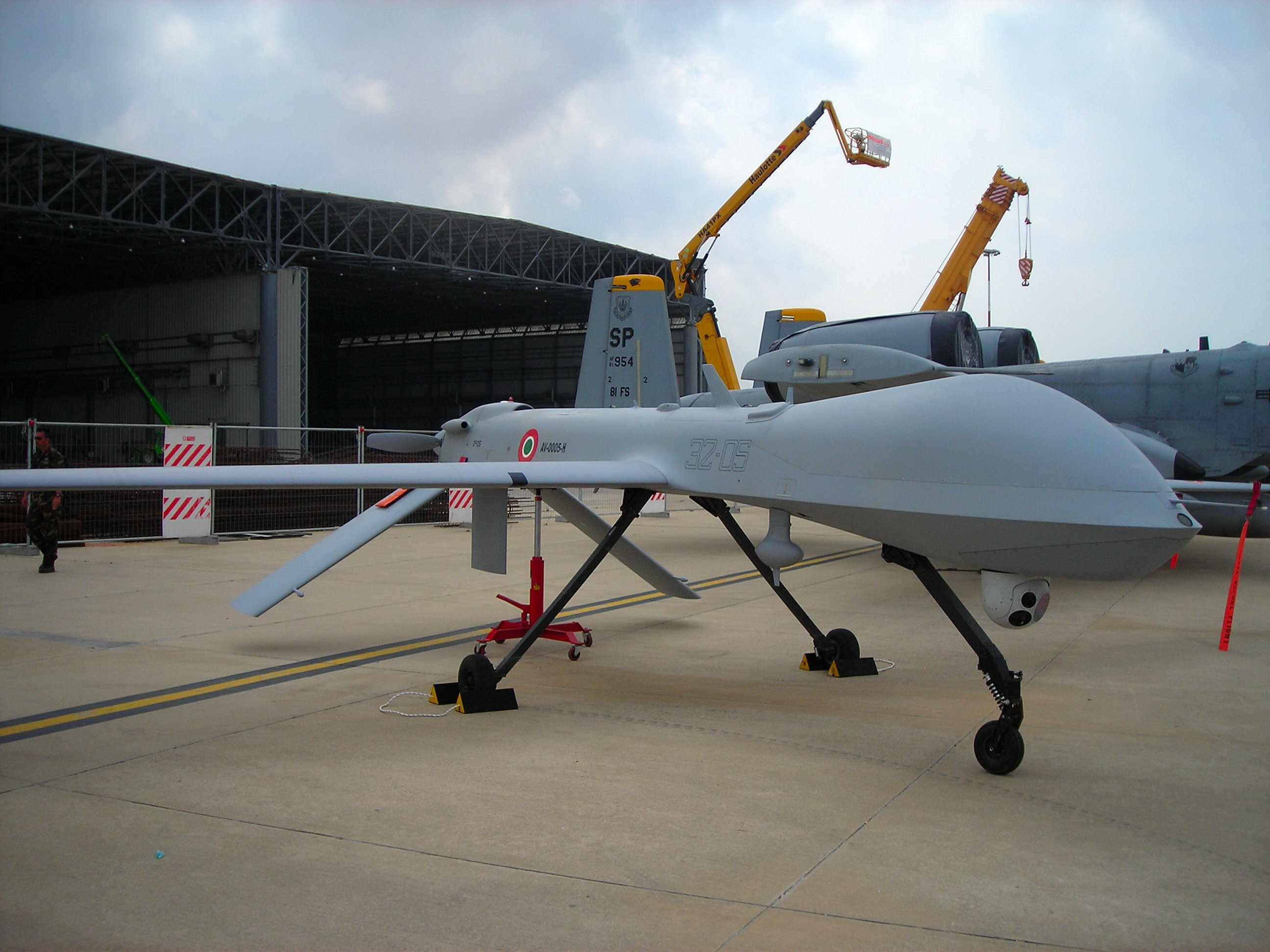
Predator-Drohne des 32. Geschwaders

Das 32. Geschwader verfügt über vier fliegende Gruppen in Staffelstärke. Die 13º Gruppo ist seit 2016 mit der F-35A ausgerüstet, in der 101º Gruppo wurden ab 2025 alle F-35B konzentriert. Die 28º Gruppo ist mit Drohnen vom Typ MQ-9 Reaper ausgerüstet. Bis 2017 hatte sie auf dem sizilianischen Militärflugplatz Sigonella einen vorgeschobenen Stützpunkt, wo dann im Juli 2017 als weitere fliegende Einheit die 61º Gruppo mit Predator-Drohnen gebildet wurde. Die seit 2004 betriebenen MQ-1 Predator wurden Ende 2022 außer Dienst gestellt.
Zum Geschwader gehören darüber hinaus verschiedene technische und logistische Einheiten sowie ein Ausbildungszentrum. Es verfügt auch über einige kleine Hubschrauber und Verbindungsflugzeuge.

## Geschichte

### Aufstellung
Das 32. Geschwader wurde am 1. Dezember 1936 in Cagliari-Elmas auf Sardinien aufgestellt. Es bestand aus zwei Bombergruppen zu je zwei Staffeln: der 38º Gruppo (49ª, 50ª Squadriglia) in Aviano und der 89º Gruppo (228ª, 229ª Squadriglia) in Forlì. Am 24. Februar 1937 kamen die beiden Gruppen mit ihren Savoia-Marchetti SM.81 nach Cagliari-Elmas, wo sie für Einsätze über dem Mittelmeer ausgebildet wurden. Von 1938 bis 1939 flog die 89º Gruppo von dem im Norden Sardiniens gelegenen Flugplatz Alghero aus. 1939 erhielt das Geschwader neue Bomber vom Typ SM.79. Kurz vor dem Eintritt Italiens in den Zweiten Weltkrieg am 10. Juni 1940 wurde das Geschwader auf dem Militärflugplatz Decimomannu bei Cagliari stationiert. Zusammen mit den Bombergeschwadern 8 in Villacidro und 31 in Elmas bildete es auf Sardinien die 10. Fliegerbrigade Marte unter dem Befehl des 38-jährigen Brigadegenerals Stefano Cagna.

### Zweiter Weltkrieg

Wappen des 32º Stormo im Zweiten Weltkrieg

Am 12. Juni 1940 griffen 24 SM.79 des 32. Geschwaders den französischen Kriegshafen von Bizerta in Tunesien an, es folgten Angriffe auf Korsika und später Gibraltar. Von dort lief am 8. Juli 1940 der britische Flottenverband Force H mit dem Flugzeugträger Ark Royal und dem Schlachtkreuzer Hood aus, um italienische Ziele zu beschießen, geriet jedoch am folgenden Tag rund 30 Seemeilen südlich der Balearen in ein Bombardement des 8. und 32. Geschwaders. Italienischen Meldungen, man habe die Hood, die Ark Royal und drei Zerstörer schwer beschädigt, widersprachen die Briten, doch kehrte Admiral Sommerville mit seiner Force H umgehend nach Gibraltar zurück. Im folgenden August fiel bei den Balearen der General Stefano Cagna an der Spitze seiner Fliegerbrigade. Am 27. November 1940 griffen die beiden Geschwader der 10. Fliegerbrigade in der Seeschlacht bei Kap Teulada ein und verfehlten dabei die Ark Royal knapp. Es folgten etliche weitere Einsätze gegen britische Geleitzüge, die versuchten, die Insel Malta zu erreichen. Bei einem dieser Einsätze fiel am 8. Mai 1941 der Staffelkapitän der 49ª Squadriglia (38º Gruppo), Hauptmann Armando Boetto, nach dem das 32. Geschwader bis heute benannt ist. Im ersten Kriegsjahr war das 32. Geschwader nicht besonders effektiv, auch weil die relativ kleinen italienischen Fliegerbomben keine größeren Schäden verursachen konnten.
Im September 1941 verlegte das 32. Geschwader von Decimomannu nach Bologna-Borgo Panigale in Norditalien, wo es eine Pause einlegte und auf neue SM.84 umrüstete. Die 38º Gruppo setzte weiterhin Bomben ein, während die 89º Gruppo ein Torpedobomber-Verband wurde. Am 24. Mai 1942 erfolgte die Verlegung auf den süditalienischen Militärflugplatz Gioia del Colle, von wo aus man Einsätze über dem zentralen Mittelmeer flog. Im August 1942 nahm das 32. Geschwader an den Angriffen gegen den britischen Pedestal-Geleitzug teil. Im November 1942 kehrte das Geschwader nach Sardinien zurück (Villacidro), im Januar 1943 kam es dann nach Lecce-Galatina, wo es die 89º Gruppo abgab und dafür die 43º Gruppo mit ihren Caproni Ca.314 erhielt. Am 27. Januar 1943 wurde das 32. Geschwader aufgelöst, die beiden Gruppen operierten jedoch noch einige Monate selbständig.

### Wiederaufstellung mit der G.91

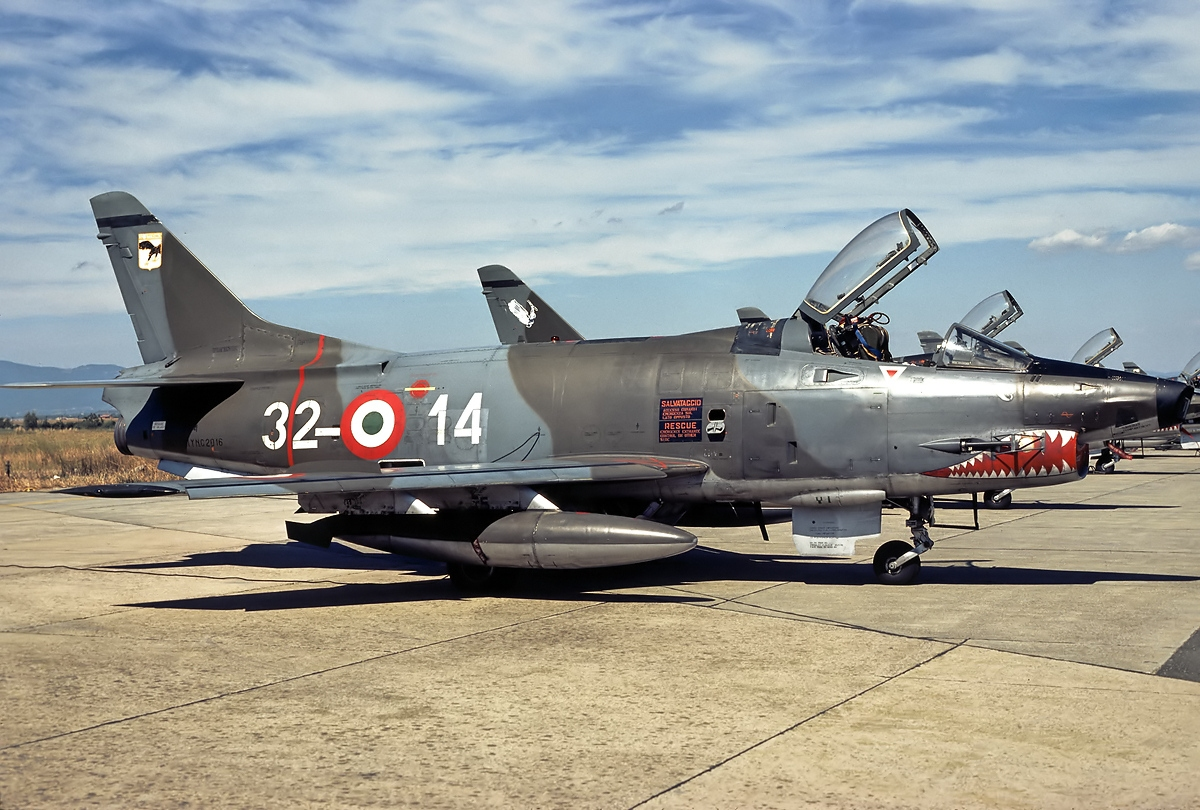
G.91Y des 32º Stormo in Brindisi mit Haifischmaul am Lufteinlass

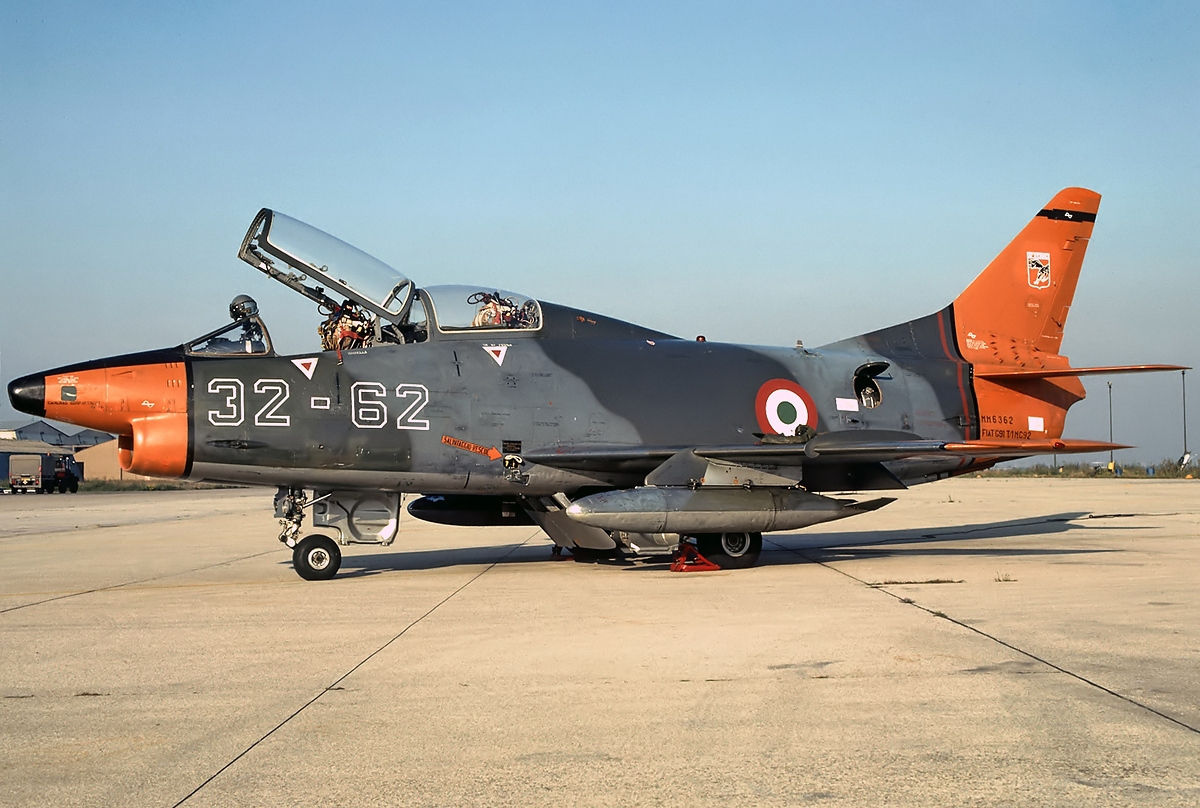
G.91T des 32º Stormo in Amendola in Trainerbemalung

24 Jahre nach der Auflösung, am 10. September 1967, entstand das 32. Geschwader auf dem Militärflugplatz Brindisi wieder. Als einzige fliegende Einheit erhielt es vom 2. Geschwader aus Treviso dessen 13º Gruppo mit leichten Kampfflugzeugen vom Typ Fiat G.91R, ab 1973 dann die zweistrahlige G.91Y. Als Erinnerung an die maritime Rolle des Geschwaders im Zweiten Weltkrieg verzierte man die Flugzeuge mit einem Haifischmaul am Lufteinlass, was sie auch über Italien hinaus bekannt machte. 1993 verlegte das 32. Geschwader nach Foggia-Amendola und übernahm dort noch für zwei Jahre zwei Ausbildungsstaffeln mit der zweisitzigen G.91T. Somit war es das einzige Geschwader der italienischen Luftwaffe, das alle drei Hauptversionen der G.91 in seinem Bestand hatte.
Die Aeronautica Militare stellte ab 1959 insgesamt knapp 300 G.91 in Dienst. Von 27 Vorserienmaschinen ging ein Teil als G.91PAN an die Kunstflugstaffel Frecce Tricolori in Rivolto, andere wurden zum Teil auf Serienstandard gebracht und gingen als G.91R an die Einsatzverbände. Für Italien folgten 23 G.91R/1, dann 25 leicht verbesserte G.91R/1A und 50 G.91R/1B. Von dem zweisitzigen Fortgeschrittenentrainer G.91T beschaffte man 99 Serienmaschinen für die Flugschule in Foggia-Amendola. Den Abschluss bildeten bis 1974 die 67 zweistrahligen G.91Y.
Folgende italienische Verbände und Einheiten waren mit der G.91 ausgerüstet:
| Militärflugplatz | Geschwader        | Staffeln      | Versionen            | Anmerkungen                     |
| ---------------- | ----------------- | ------------- | -------------------- | ------------------------------- |
| Pratica di Mare  | RSV               | 311           | G.91R, G.91T, G.91Y  | Flugversuchszentrum             |
| Treviso          | 2º Stormo         | 14, 103       | G.91R                | Indienststellung 14. März 1961  |
| Cervia           | 8º Stormo         | 101           | G.91R, G.91Y         | G.91Y ab 1970                   |
| Brindisi         | 32º Stormo        | 13            | G.91R, G.91Y (G.91T) | ab 1993 in Amendola, G.91T dort |
| Amendola         | 60ª Brigata Aerea | 201, 204, 205 | G.91T                | 1993 von 32º Stormo übernommen  |
| Rivolto          | -                 | 313           | G.91PAN              | 1963 bis 1982                   |

Das 2. Geschwader bestand aus den Staffeln 8, 13 und 14, das hier nicht genannte 5. Geschwader in Rimini-Miramare aus den Staffeln 101, 102 und 103, welche im Zweiten Weltkrieg unter anderem die Junkers Ju 87 geflogen hatten. Im Zug der Einführung der G.91 kam es bei den einzelnen Staffeln zu Unterstellungswechseln, die in obiger Tabelle ersichtlich sind. Das 8. und das 32. Geschwader, die im Zweiten Weltkrieg als Teil der 10. Fliegerbrigade von Sardinien aus operiert hatten, vereinte nunmehr die Gemeinsamkeit, dass sie beide an der Adria stationiert waren, jeweils eine relativ große Staffel auf G.91Y hatten und auch die Aufgaben teilten: Aufklärung über Land und See, Seezielbekämpfung (in eingeschränktem Maß) und Luftnahunterstützung. Der Schutz der Adriaküste vor feindlichen See-, Luftlande- oder Kommandounternehmungen sowie die Sicherung der Adriazugänge standen im Kalten Krieg im Vordergrund. Unterstützung hätten bei Bedarf die G.91-Trainer aus Amendola geleistet. Die G.91R in Treviso konzentrierten sich im Nordosten Italiens ganz auf Aufklärung und Luftnahunterstützung, die G.91 PAN der Frecce Tricolori spielten in diesem Bereich ebenfalls eine Rolle. In dieser Form ergänzten die G.91 lange Zeit die F-104 Starfighter.
Die G.91 des 32. Geschwaders übten Luft-Boden-Einsätze auf dem Schießplatz Punta della Contessa bei Brindisi, ansonsten von Decimomannu aus auf dem Schießplatz Capo Frasca auf Sardinien. Ein Höhepunkt in der Nachkriegsgeschichte war die Auffindung des im Mittelmeer gesuchten sowjetischen Flugdeckkreuzers Kiew durch eine G.91Y der 101º Gruppo, welche später vom 32. Geschwader übernommen wurde.

### AMX und Drohnen

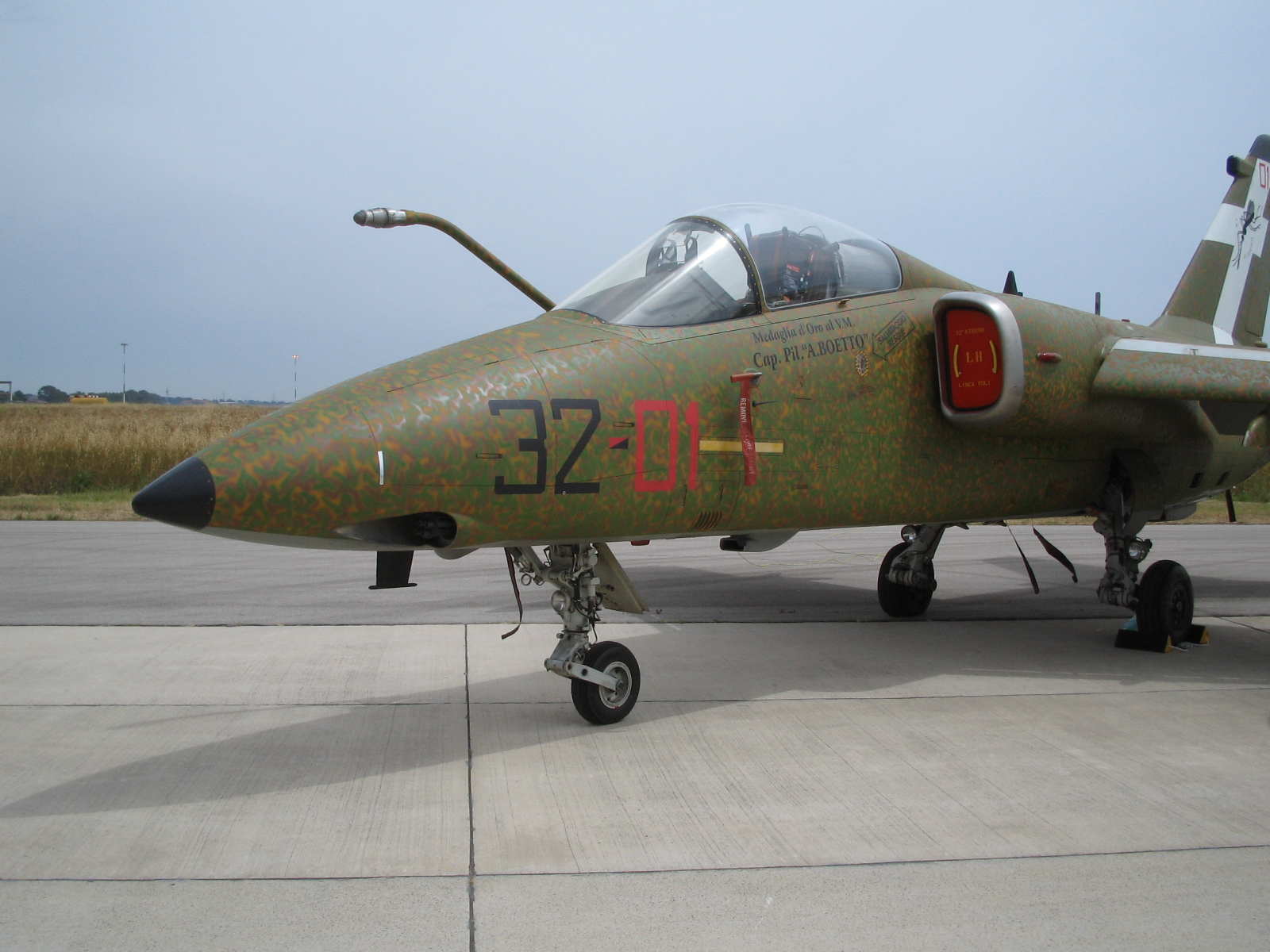
AMX des 32. Geschwader in Sonderbemalung (Retro-Design)

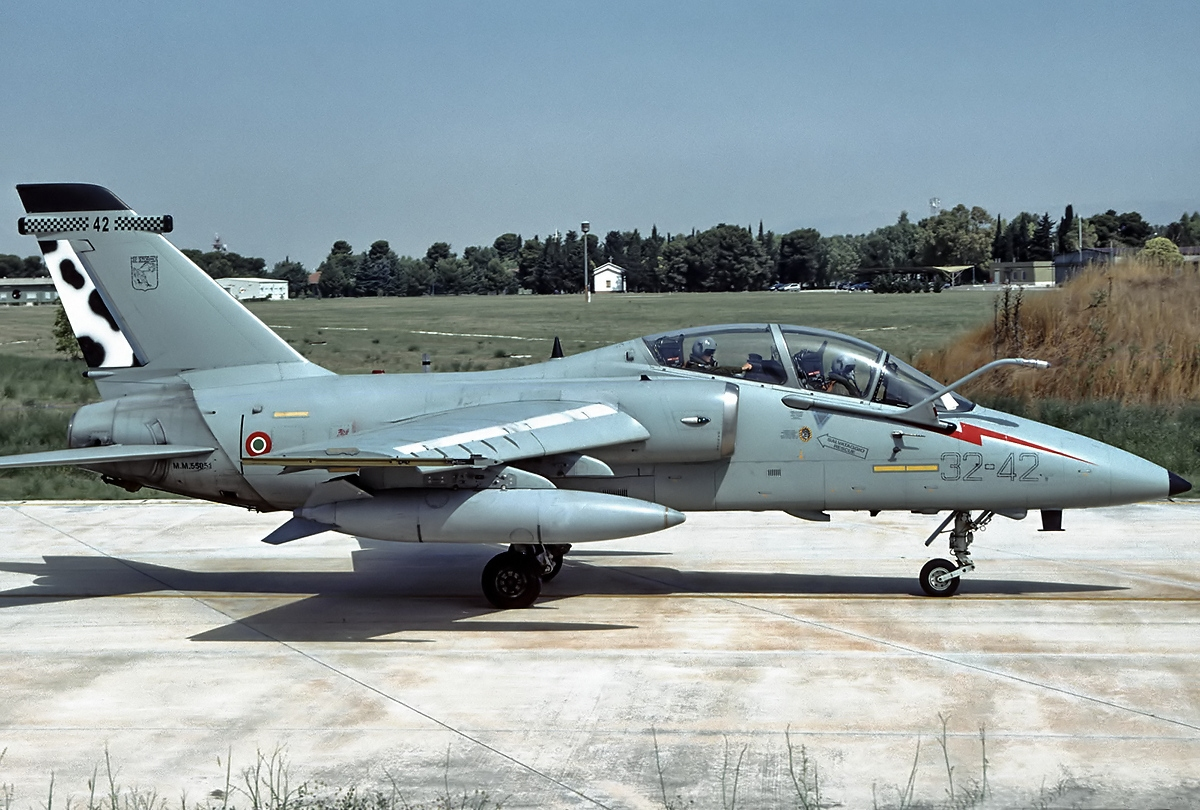
AMX-T-Doppelsitzer der 101º Gruppo/32º Stormo

Ab 1993 setzte das 32. Geschwader von Amendola aus mit der 13º Gruppo auf G.91Y seine bisherigen Aufgaben fort, daneben übernahm man von dem aufgelösten Ausbildungsverband 60ª Brigata Aerea die 201º und die 204º Gruppo und bildete weiter Piloten aus. Die Fortgeschrittenenausbildung auf der G.91T gab man zwei Jahre später ganz auf, weil in Lecce eine neue Version des Jettrainers Aermacchi MB-339 eingeführt wurde. Gleichzeitig rüstete das 32. Geschwader auf neue Kampfflugzeuge vom Typ AMX um. Von dem aufgelösten 8. Geschwader aus Cervia erhielt man die 101º Gruppo, welche mit zweisitzigen AMX-Trainern ausgestattet wurde, während die 13º Gruppo die Einsitzer erhielt.
Von der AMX, die als leichter Jagdbomber die schwereren (und teureren) Tornados ergänzen sollte, wollte die italienische Luftwaffe ursprünglich insgesamt 238 Maschinen beschaffen, davon 51 zweisitzige Trainer für die Flugschule in Amendola. Dank der neuen MB-339CD Lead-in Fighter Trainer brauchte man einerseits für die Umschulung auf nur einen Flugzeugtyp weit weniger AMX/T, andererseits machte das Ende des Kalten Krieges etliche der geplanten 187 Einsitzer überflüssig. Beschafft wurden schließlich 110 AMX-Einsitzer und 26 Zweisitzer für folgende Verbände und Einheiten der italienischen Luftwaffe:
| Militärflugplatz   | Geschwader | Staffeln      | Versionen  | Anmerkungen                                              |
| ------------------ | ---------- | ------------- | ---------- | -------------------------------------------------------- |
| Pratica di Mare    | RSV        | 311           | AMX, AMX/T | Flugversuchszentrum                                      |
| Rivolto            | 2º Stormo  | 14            | AMX        | 1993 von Treviso nach Rivolto                            |
| Verona-Villafranca | 3º Stormo  | 28, 132       | AMX        | 1999 aufgelöst, 132º Gruppo nach Istrana                 |
| Foggia-Amendola    | 32º Stormo | 13, 101       | AMX. AMX/T | 101 aus Cervia (8º Stormo) (1995)                        |
| Istrana            | 51º Stormo | 101, 103, 132 | AMX, AMX/T | 101 aus Amendola (2014), 103 aus Treviso, 132 aus Verona |
| Treviso            | 3º RMV     |               | AMX, AMX/T | Flugzeuginstandhaltung                                   |

Nach einigen Jahren stellte man die AMX des ersten Bauloses und auch das 3. Geschwader in Verona mit dessen 28º Gruppo außer Dienst, 2002 dann auch die AMX-Staffel in Rivolto, so dass nur noch die beiden AMX-Geschwader 51 in Istrana und 32 in Amendola verblieben.
Nach Abschluss der Umrüstung nahm das 32. Geschwader ab Dezember 1997 an der Operation Deliberate Guard über Bosnien und Herzegowina teil, im Frühjahr 1999 dann an der Operation Allied Force gegen die Bundesrepublik Jugoslawien (Kosovokrieg). Für letzte Operation entsandten alle anderen italienischen AMX-Geschwader Flugzeuge auf den in diesem Fall recht günstig gelegenen Flugplatz Foggia-Amendola, die alle dem dortigen 32. Geschwader unterstellt wurden. Noch 1999 nahmen Teile des 32. an der Übung Bright Star in Ägypten teil, es folgte ein Besuch in Israel. Im Jahr 2001 entsandte das 32. Geschwader erstmals AMX-Kampfflugzeuge zu einer Übung ins kanadische Goose Bay.
Im Zug der Einführung von Drohnen wählte die italienische Luftwaffe den Flugplatz Amendola und das dortige 32. Geschwader als Zentrum für den Aufbau dieser neuen Einsatzkomponente aus. Am 1. März 2002 entstand dort eine Drohnenstaffel, die von Ende 2004 bis Ende 2022 General Atomics MQ-1 Predators betrieb und seit 2010 auch General Atomics MQ-9 Reapers fliegt. Am 1. Februar 2005 nahm diese Staffel die Bezeichnung 28º Gruppo an, womit diese 1999 in Verona aufgelöste Aufklärungsstaffel wieder zum Leben erweckt wurde. Bis 2014 wurden sowohl die Drohnen, als auch die AMX des 32. Geschwaders in Afghanistan eingesetzt, 2011 im Rahmen der Operation Unified Protector auch über Libyen. In den folgenden Jahren unterhielt die 28º Gruppo für Einsätze im zentralen Mittelmeerraum und über Libyen einen vorgeschobenen Stützpunkt auf dem sizilianischen Militärflugplatz Sigonella. Aus der in Sigonella abgesetzten Einheit ging im Juli 2017 die mit Predators ausgerüstete 61º Gruppo hervor, die dem 32. Geschwader in Amendola weiterhin unterstellt ist.
Wegen der geplanten Einführung der Lockheed Martin F-35 und der hierfür in Amendola notwendig gewordenen Umbauarbeiten wurde im Dezember 2013 die mit einsitzigen AMX ausgerüstete 13º Gruppo, eine Jagdbomber- und Aufklärungsstaffel, aufgelöst. Im Juli 2014 gab das 32. Geschwader auch die 101º Gruppo mit den zweisitzigen AMX-T an das 51. Geschwader in Istrana ab, womit die AMX-Ära in Amendola endete.

### F-35

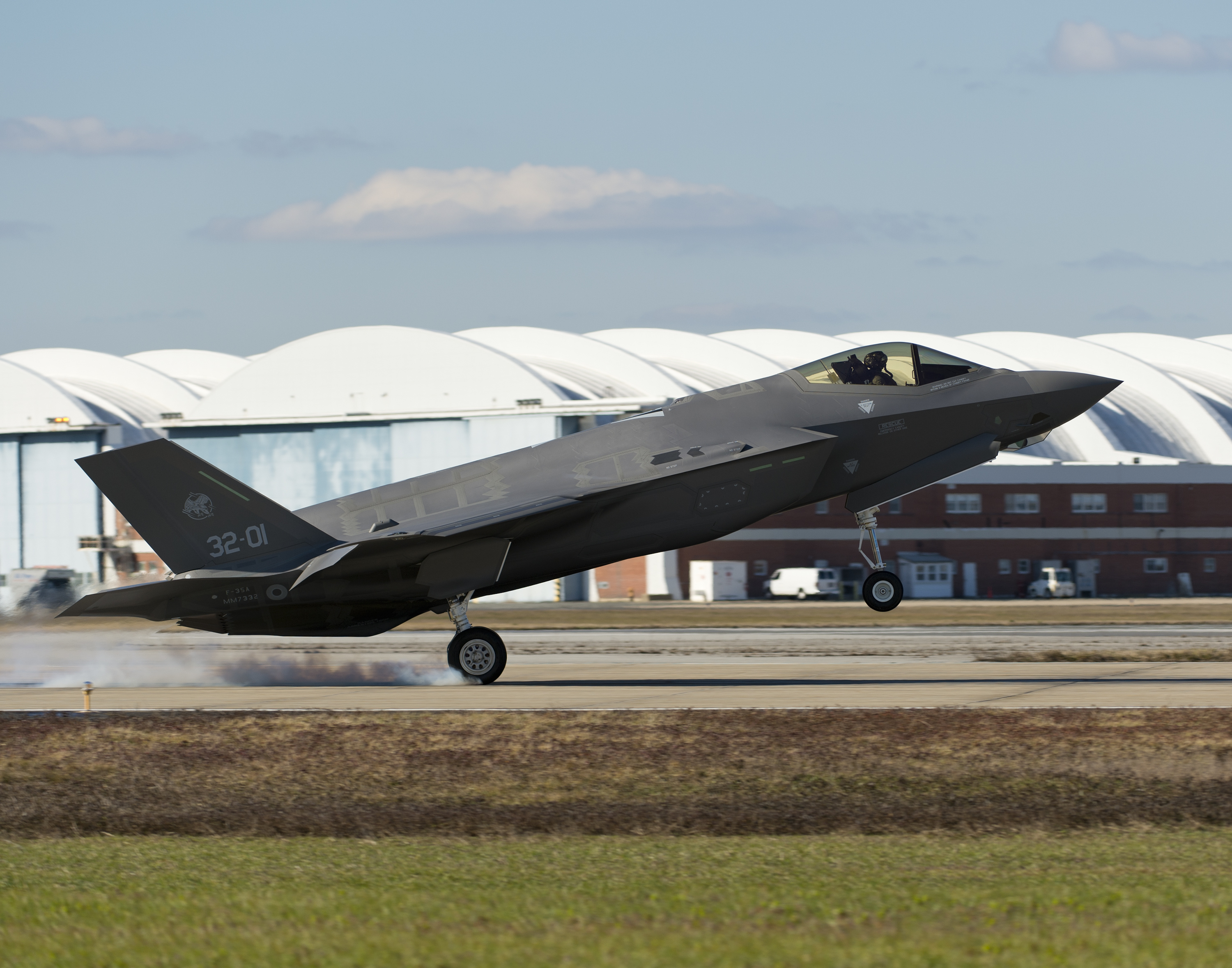
F-35A des 32. Geschwader bei der Landung auf der NAS Patuxent River am 5. Februar 2016

Die ersten im norditalienischen Cameri gebauten F-35A verlegten im Februar und im Mai 2016 mit den Kennzeichen des 32. Geschwaders in die USA. Es handelte sich dabei um die ersten transatlantischen Flüge der F-35. Auf der Luke Air Force Base werden die Flugzeuge zur Schulung der Piloten eingesetzt.
Im Juni 2016 wurde die 13º Gruppo reaktiviert, um sich auf die Übernahme der F-35A in Amendola vorzubereiten. Am 12. Dezember 2016 trafen die beiden ersten Flugzeuge dieses Typs in Amendola ein. Seit Anfang 2022 teilen sich die F-35A des Geschwaders die QRA-Aufgaben mit den italienischen F-2000A. Nachdem die 13º Gruppo mehrere Jahre lang sowohl die F-35A, als auch die F-35B geflogen hatte, wurden die Maschinen der letzteren Version in der am 1. Juli 2025 in Amendola reaktivierten 101º Gruppo konzentriert.